# 進階升級版長期演進技術
進階升級版長期演進技術（又譯作长期演进技术升级版后续，英文：LTE Advanced Pro，LTE-A Pro，也称为4.5G、4.5G Pro、4.9G、Pre-5G、5G Project）是3GPP版本13和14的名称。它是继LTE Advanced（LTE-A）之后的下一代蜂窝网络标准，通过32载波聚合来支持超过3 Gbit/s的数据速率。它还引入了许可辅助访问的概念，允许共享已授权和未授权的频谱。
此外，它还整合了一些与5G相关的新技术，如256-QAM、Massive MIMO、LTE-Unlicensed和LTE IoT，这些新技术允许现有网络演变为支持5G标准。